# Грег Резерфорд
Грег Резерфорд  (англ. Greg Rutherford, 17 листопада 1986) — британський легкоатлет, стрибун у довжину, олімпійський чемпіон, чемпіон світу, Європи та Ігор Співдружності.
Особисті рекорди станом на липень 2016: 8 м 51 см на стадіоні, 8 м 26 см — в залі.
До 14 років Грег займався різними видами спорту: футболом, регбі, бадмінтоном. Пробувався в Астон Віллу, але зрештою зосередився на стрибках у довжину.
Його прадід Джок Резерфорд грав за Ньюкасл Юнайтед, Арсенал та провів 11 ігор за збірну Англії. Його дід грав за Арсенал.
Резерфорд кавалер Ордену Британської імперії, має звання почесного доктора Бедфорширського унівеститету. В місті Мілтон-Кінз йому споруджено пам'ятник.

## Виступи на Олімпіадах
| Олімпіада   | Дисципліна        | Місце |
| ----------- | ----------------- | ----- |
| Пекін 2008  | стрибки в довжину | 10    |
| Лондон 2012 | стрибки в довжину | 1     |
| Ріо 2016    | стрибки в довжину | 3     |